# Hydroeciodes bravoae
Hydroeciodes bravoae är en fjärilsart som beskrevs av Beutelspacher 1984. Hydroeciodes bravoae ingår i släktet Hydroeciodes och familjen nattflyn. Inga underarter finns listade i Catalogue of Life.